# Sébastien Frey
Sébastien Frey (* 18. března 1980, Thonon-les-Bains, Francie) je bývalý francouzský fotbalový brankář a reprezentant. Mimo Francii působil na klubové úrovni v Itálii a Turecku. Hráčskou kariéru ukončil v prosinci 2015 v tureckém Bursasporu.
Jeho mladším bratrem je fotbalový obránce Nicolas Frey.

## Klubová kariéra
- AS Cannes (mládež)
- AS Cannes 1997–1998
- Inter Milán 1998–2001
- →  Hellas Verona FC (hostování) 1999–2000
- Parma FC 2001–2006 – zisk italského poháru v sezóně 2001/02
- →  ACF Fiorentina (hostování) 2005–2006
- ACF Fiorentina 2006–2011
- FC Janov 2011–2013
- Bursaspor 2013–2015

## Reprezentační kariéra
V A-mužstvu Francie debutoval 21. 11. 2007 v kvalifikačním utkání v Kyjevě proti reprezentaci Ukrajiny (remíza 2:2). Druhý a poslední zápas za francouzský národní tým absolvoval 27. 5. 2008 v Grenoble proti týmu Ekvádoru (výhra 2:0), šlo o přípravu před ME 2008 v Rakousku a Švýcarsku. Tohoto evropského šampionátu se také zúčastnil jako náhradní brankář.